# Holger Behrendt
Pour les articles homonymes, voir Behrendt.
Holger Behrendt, né le 29 janvier 1964 à Schönebeck, est un gymnaste est-allemand. 

## Palmarès

### Jeux olympiques
- Seoul 1988
  -  médaille d'argent au concours par équipes
  -  médaille d'or aux anneaux
  -  médaille de bronze à la barre fixe

### Championnats du monde
- Montréal 1985
  -  médaille de bronze au concours par équipes

- Rotterdam 1987
  -  médaille de bronze au concours par équipes
  -  médaille de bronze à la barre fixe

### Championnats d'Europe
- Moscou 1987
  -  médaille de bronze au saut de cheval
  -  médaille d'argent aux barres parallèles

- Stockholm 1989
  -  médaille de bronze au concours général individuel
  -  médaille de bronze au sol
  -  médaille d'or aux anneaux